# DJ Manian
Manian o DJ Manian es un productor y DJ alemán de música trance, propietario del sello discográfico Zooland Records y miembro de los tríos musicales Cascada y R.I.O., junto con su compañero Yanou con el que ha colaborado muchas veces y Natalie Horler, que ha prestado su voz en algunas de sus canciones.
Ha producido un gran número de sencillos bajo varios pseudónimos, y mantiene un número de diferentes proyectos musicales, entre los que destacan el antes mencionado Cascada y Spencer and Hill (bajo el pseudónimo Josh Hill). En 2013, se asoció con el productor alemán Dennis Nicholls en la creación del proyecto musical llamado twoloud.

## Proyectos musicales
- Manian
- Cascada (Manian y Yanou)
- Tune Up!
- Spencer & Hill
- Bulldozzer
- M.Y.C.
- Ampire
- Phalanx
- Plazmatek
- Liz Kay
- Zeendstry
- R.I.O. (Manian & Yanou)
- MYPD (Manian & Yanou)
- Scarf! (Manian & Yanou)
- twoloud

## Discografía
Solo como DJ Manian

### Álbumes
| - 2010 Welcome to the Club - 2010 The Singles 2004-2010 - 2011 Best of - 2013 Hands Up Forever |

### Singles
| - 2004 Love Song - 2005 Heat of the Moment - 2006 Jump! (vs. Dj Cerla) - 2006 Rhythm & Drums / Bounce (vs. Tune Up!) - 2007 Heaven (ft. Aila) - 2007 Turn the Tide (ft. Aila) - 2008 Hold Me Tonight - 2009 Welcome to the Club - 2009 Ravers in the UK - 2009 Ravers Fantasy - 2009 Welcome to the Club / Turn the Tide (Darren Styles Mixes) - 2010 Loco - 2010 Outta My Head (& Darren Styles) - 2011 F.A.Q. (vs. Crystal Lake) - 2012 Hands Up Forever - 2013 Don´t Stop the Dancing (con Carlprit) - 2013 I'm In Love With The DJ - 2013 Tonight - 2013 Just Another Night (Anthem 4) (con Floorfilla) - 2013 Cinderella - 2013 We Don't Care |